# Tha Carter IV
'Tha Carter IV' è il nono album in studio del rapper statunitense Lil Wayne, pubblicato il 29 agosto 2011 dalle etichette Young Money Entertainment, Cash Money Records e Universal Republic.

## Composizione
Tha Carter IV è stato notato come il disco che evidenzia di più la versatilità artistica di Lil Wayne, tra brani prettamente di punchlines, vanterie, episodi più hardcore, tracce più scure ed emotive, introspezioni personali, e canzoni conscious.

## Singoli
Il primo singolo dell'album è 6 Foot 7 Foot con Cory Gunz, è stato pubblicato il 16 dicembre 2010. Ha raggiunto la nona posizione nella Billboard Hot 100 e la seconda nella Billboard Hot R&B/Hip-Hop Songs e nella Billboard Hot Rap Songs. Il video è stato presentato in anteprima il 3 marzo 2011 sul canale MTV. Il video è stato diretto da Hype Williams ed è ispirato al film Inception.

## Accoglienza

### Successo commerciale
L'album ha debuttato alla prima posizione della Billboard 200 con 964 000 copie, divenendo il suo secondo debutto più alto in classifica ed il terzo album arrivato al primo posto. Nella seconda settimana vende 219 000 copie con un decremento del 77%, ma rimanendo ancora al primo posto. A marzo 2012 l'album ha venduto 2 093 000 copie negli Stati Uniti.
Nei primi sei mesi del 2012, l'album ha venduto 246 000 copie negli Stati Uniti.
In Canada l'album ha debuttato al primo posto con 31 000 copie.

### Critica
| Recensione      | Giudizio |
| --------------- | -------- |
| AllMusic        |          |
| Chicago Tribune |          |

Tha Carter IV ha ricevuto recensioni miste dai critici musicali. Per Metacritic che assegna punteggi su 100 tramite le recensioni di critici influenti, l'album ha raggiunto il punteggio di 60, basato su 29 recensioni, che segnala "recensioni controverse e medie".

## Tracce
1. Intro – 2:52 (Dwayne Carter, Jr., W. Hodge, J. Preyan) – Willy Will
2. Blunt Blowin – 5:13 (Carter, B. Zayass, M. DelGiorno) – Develop
3. MegaMan – 3:18 (Carter, O. Mcwhinney) – MegaMan
4. 6 Foot 7 Foot (feat. Cory Gunz) – 4:09 (Carter, Peter Panky, Jr., S. Crawford, W. Attaway, I. Burgie) – Bangladesh
5. Nightmares Of The Bottom – 4:41 (Carter, B. Vaughn, M. Jordan, J. Preyan) – Snizzy, Kenoe
6. She Will (feat. Drake) – 5:06 (Carter, Aubrey Drake Graham, Tyler Williams) – T-Minus
7. How To Hate (feat. T-Pain) – 4:39 (Carter, Faheem Rasheed Najm, T. Winfrey) – Young Fyre
8. Interlude (feat. Tech N9ne & André 3000) – 2:01 (Carter, Aaron Dontez Yates, Hodge & Preyan) – Willy Will
9. John (If I Die Today) (feat. Rick Ross) – 4:47 (Carter, William Leonard Roberts II, R. Holladay, K. Crowe, E. Ortiz) – Polow Da Don, Rob Holladay, J.U.S.T.I.C.E. League
10. Abortion – 3:44 (Carter, S. Hacker, J. Preyan) – StreetRunner, Commission
11. So Special (feat. John Legend) – 3:52 (Carter, A. Lyon, M.Valenzano, E. Montilla) – Cool & Dre
12. How to Love – 4:00 (Carter, Noel Fisher, LaMar Seymour, LaNelle Seymour, Jermaine Preyan, M. Boyd) – Noel "Detail" Fisher, Drum Up
13. President Carter – 4:15 (Carter, A. Aponte, M. Rodriguez) – Infamous
14. It's Good (feat. Drake & Jadakiss) – 4:02 (Carter, Aubrey Drake Graham, Jason Phillips, A. Lyon, M. Valenzano, B. Pickens, A. Parsons, E. Wolfson Parsons, E. Wolfson) – Young Ladd, Cool & Dre
15. Outro (feat. Bun B, Nas, Shyne & Busta Rhymes) – 3:53 (Carter, W. Hodge, Bernard Freeman, Nasir bin Olu Dara Jones, Jamal Michael Barrow, Trevor Tahiem Smith, Jr., J. Preyan, Ben-David) – Willy Will

Deluxe Edition
1. I Like the View – 4:41 (Carter, A. Lyon, M.Valenzano) – Cool & Dre
2. Mirror (feat. Bruno Mars) – 3:48 (Carter, Bruno Mars, P. Lawrence, R. Owen) – The Smeezingtons, REO of The Soundkillers
3. Two Shots – 2:45 (Carter, T. Pentz, D. Allen) – Diplo

iTunes Store bonus track
1. Up Up and Away (iTunes Store bonus track) – 3:54 (Carter, B. Deener, T. Mosley) – Timbaland, Wizz Dumb

Target Deluxe Edition
1. Novacane (feat. Kevin Rudolf) – 3:39 (Carter, K. Rudolf) – Emile Haynie
2. I Got Some Money On Me (feat. Birdman) – 4:05 (Carter, Bryan Williams) – Drew Money

## Classifiche
| Classifica (2011)         | Posizione massima |
| ------------------------- | ----------------- |
| Australia                 | 9                 |
| Austria                   | 34                |
| Belgio (Fiandre)          | 22                |
| Belgio (Vallonia)         | 22                |
| Canada                    | 1                 |
| Danimarca                 | 16                |
| Paesi Bassi               | 16                |
| Francia                   | 14                |
| Germania                  | 13                |
| Irlanda                   | 19                |
| Italia                    | 51                |
| Messico                   | 86                |
| Nuova Zelanda             | 8                 |
| Norvegia                  | 6                 |
| Svezia                    | 41                |
| Svizzera                  | 9                 |
| Regno Unito               | 8                 |
| Regno Unito (R&B)         | 1                 |
| Stati Uniti               | 1                 |
| Stati Uniti (R&B/Hip-Hop) | 1                 |
| Stati Uniti (Rap)         | 1                 |